# Spirit of the Irish: Ultimate Collection
Spirit of the Irish: Ultimate Collection er et opsamlingsalbum af The Dubliners udgivet i 2003. Det nåede 19.-pladsen på UK Album Charts i 2003.

## Spor
1. "The Irish Rover" (med The Pogues)
2. "The Rocky Road to Dublin"
3. "McAlpine's Fusiliers"
4. "Seven Drunken Nights"
5. "The Fields of Athenry"
6. "The Wild Rover"
7. "Dicey Reilly"
8. "Black Velvet Band"
9. "The Auld Triangle"
10. "The Marino Waltz" (instrumental)
11. "Maids When You're Young (Never Wed an Old Man)"
12. "Whiskey in the Jar"
13. "Finnegan's Wake"
14. "Carrickfergus"
15. "Monto"
16. "The Mason's Apron" (Instrumental)
17. "Dirty Old Town"
18. "Ragman's Ball"
19. "The Mountain Dew" (med The Pogues)
20. "The Town I Loved So Well"

## Hitlister
| Hitliste(2003)       | Højeste placering |
| -------------------- | ----------------- |
| Irland (IRMA)        | 43                |
| Storbritannien (OCC) | 19                |